# Graincourt (Derchigny)
Graincourt is een dorp in de Franse gemeente Petit-Caux in het departement Seine-Maritime in Normandië. Het dorp ligt in de voormalige gemeente Derchigny, anderhalve kilometer ten westen van het dorpscentrum van Derchigny.

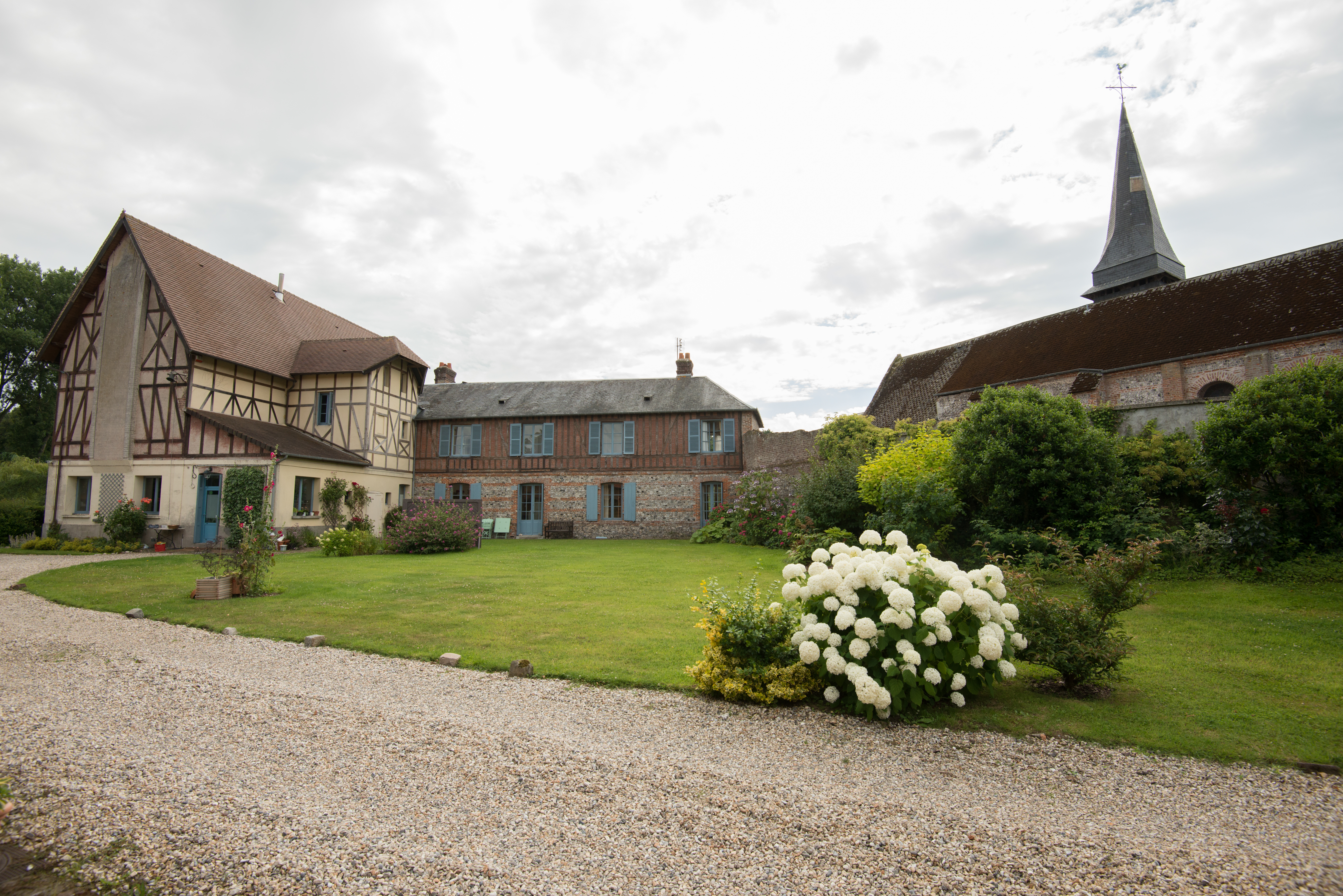
Centrum van Graincourt

## Geschiedenis
Op de 18de-eeuwse Cassinikaart is het dorp aangeduid als Graincourt.
Op het eind van het ancien régime op het eind van de 18de eeuw, toen de gemeenten werden gecreëerd, werd Graincourt een gemeente, met daarbij ook het gehucht Wargemont. In 1822 werd de gemeente echter opgeheven en bij buurgemeente Derchigny gevoegd.
Graincourt lag nabij de weg van Dieppe naar Eu, en groeide in de 19de en 20ste eeuw uit tot een grotere kern dan het kleine Derchigny.
In 2016 werd Graincourt een deel van de commune nouvelle Petit-Caux, die ontstond uit de fusie van Derchigny met 17 andere gemeenten.

## Bezienswaardigheden

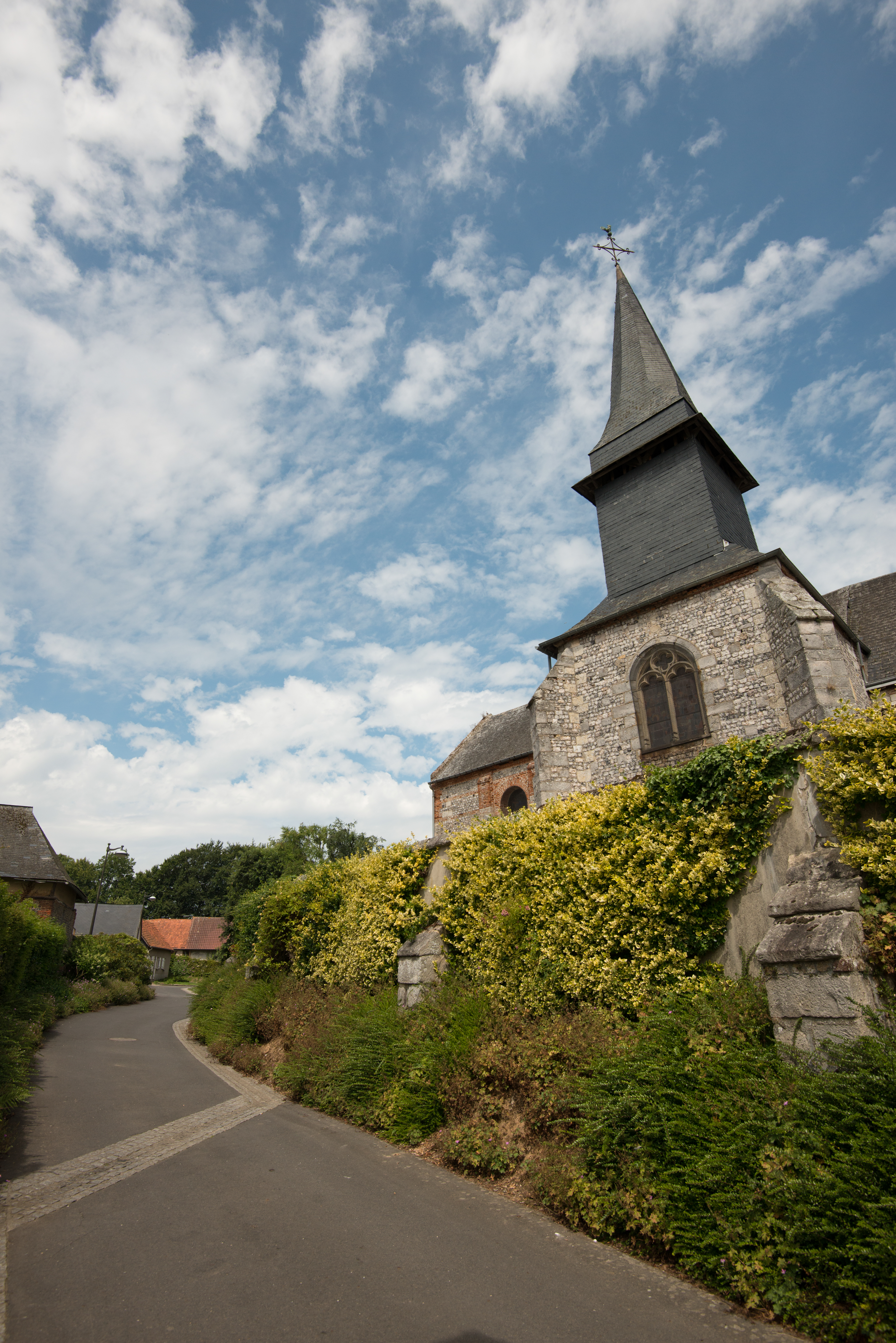
Église Saint-Valéry

- De Église Saint-Valéry

Deelgemeenten: Assigny · Auquemesnil · Belleville-sur-Mer · Berneval-le-Grand · Biville-sur-Mer · Bracquemont · Brunville · Derchigny · Glicourt · Gouchaupre · Greny · Guilmécourt · Intraville · Penly · Saint-Martin-en-Campagne · Saint-Quentin-au-Bosc · Tocqueville-sur-Eu · Tourville-la-Chapelle

Overige plaatsen: Bois Ricard · Englesqueville · Graincourt · le Petit Berneval · Puys · Saint-Martin-Plage · Vassonville